# Roman- und Novellen-Schatz

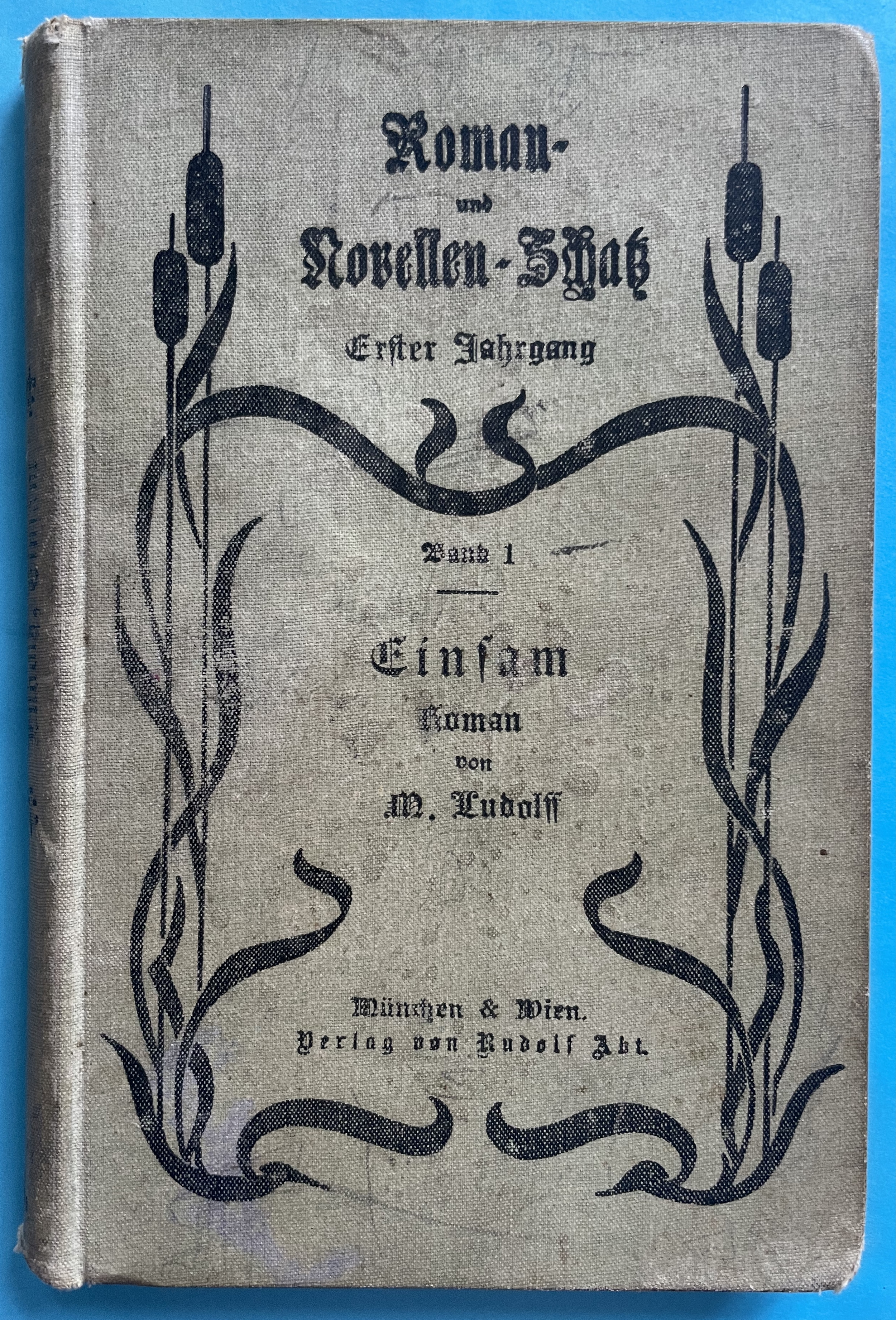
Umschlag von Band 1: Einsam von M. Ludolff

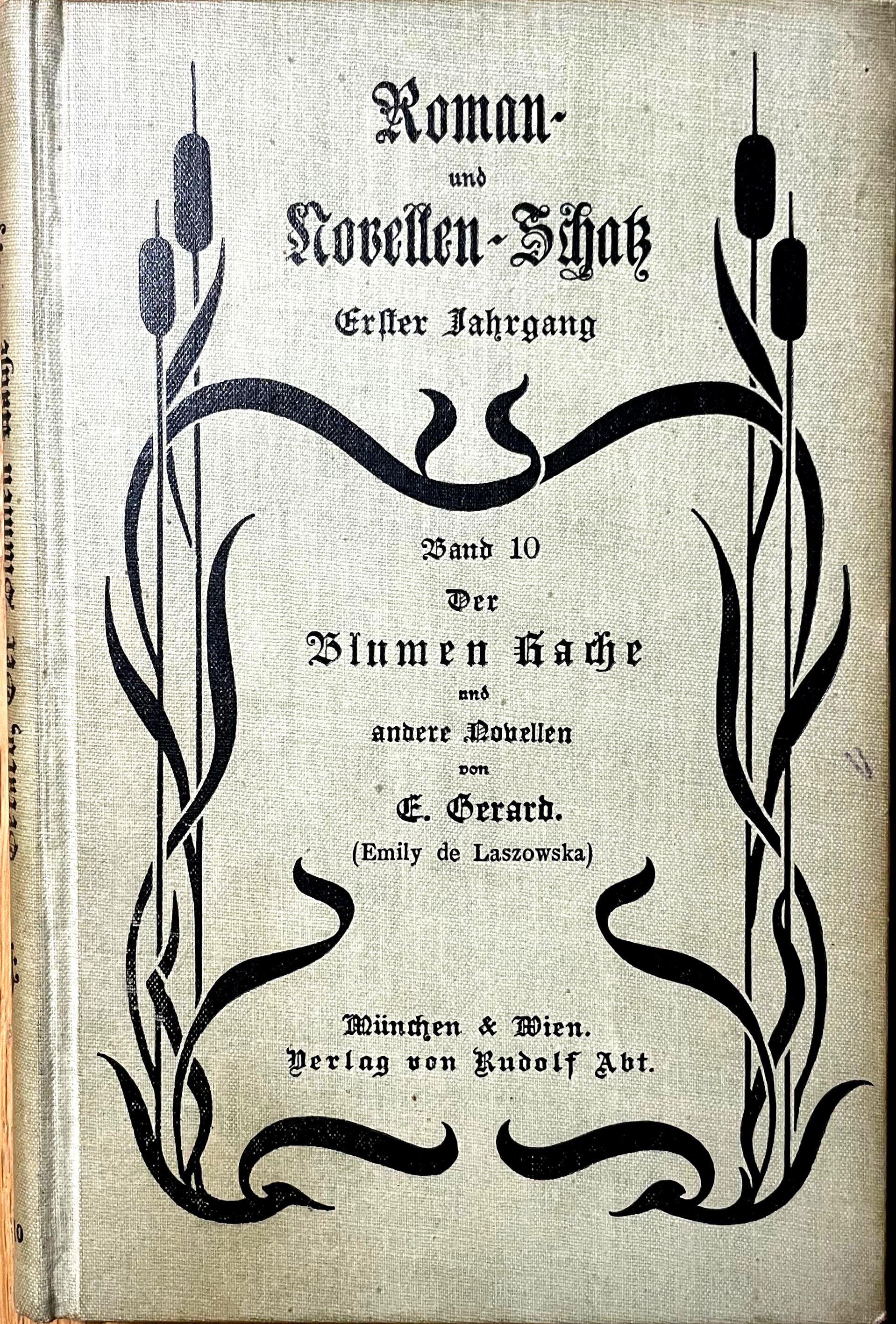
Umschlag von Band 10: E. Gerard: Blumen der Rache und andere Novellen

Roman- und Novellen-Schatz war der Name eine kurzlebigen literarischen Buchreihe, die von 1898 bis 1899 im Verlag von Rudolf Abt (München und Wien) herausgegeben wurde und von der ein erster Jahrgang mit 26 Bänden erschien. Danach erschien nur mehr ein Band von Hans Eschelbach. Die Sammlung versprach, alle 14 Tage einen neuen Band aus einer „Auswahl der besten Romane und Novellen aller Nationen“ zu bringen. Der Preis eines Bandes betrug ungebunden 50, in Leinwand gebunden 75 Pfennig. Jeder Band konnte einzeln erworben werden, eine Reihenabnahme war nicht erforderlich. Im katholischen Allgemeinen Literaturblatt wurde die Reihe als „dem Lesebedürfnis des kath. Volkes“ entsprechend beschrieben. Auffallend ist der große Anteil an weiblichen Autorinnen der Reihe.  

## Titel

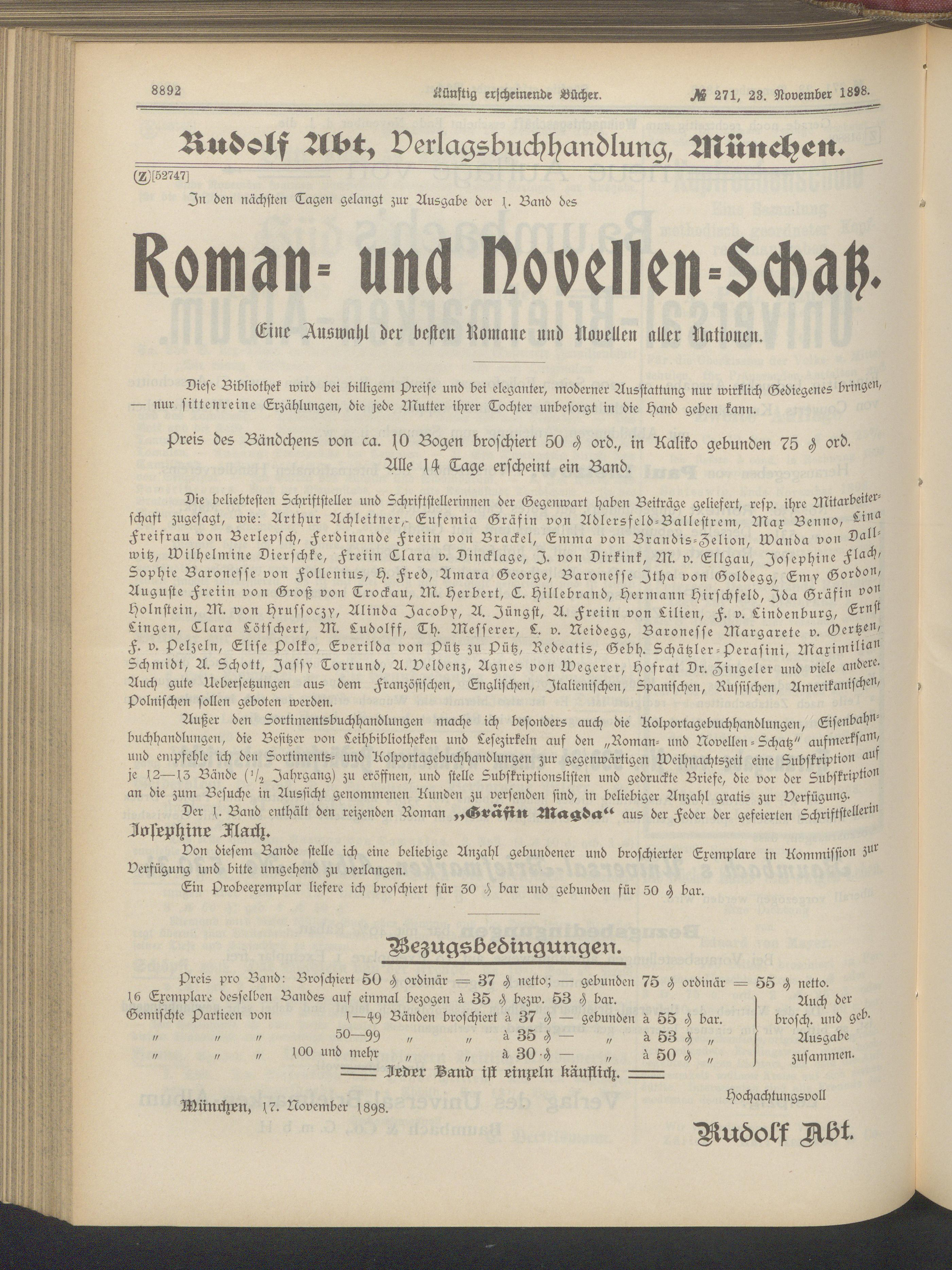
Roman- und Novellen-Schatz, Verlagswerbung 1898

Folgende Titel sind erschienen:

### 1. Jahrgang
1. M. Ludolff [= Luise Huyn]: Einsam. Roman.[2]
2. Rosa Mulholland: Die wilden Vögel von Killeevy. Novelle Autorisierte Übersetzung aus dem Englischen von Clara Commer.[3]
3. Josephine Flach: Gräfin Magda. Roman (erschienen Ende 1898[4][5], 136 S.)
4. (dass., Band 2, 144 S.)
5. Henryk Sienkiewicz: Die Jagd nach dem Glück und andere Novellen. Autorisierte Übersetzung aus dem Polnischen von C. Hillebrand. (163 S., online)[1]
6. Ph. von Goldegg-Lindenburg: Das Kind aus der Mühle. Gemüthskrank? Novellen. (153 S.)
7. Vicomtesse de Blistain [= Laure Neef[6]]: Oberst Durville. Frei nach dem Französischen von Ida Gräfin v. Holnstein aus Bayern geb. Gräfin Mengersen.[7] (160 S.)
8. M. Herbert [= Therese Keiter]: Die Rache der Jugend und andere Novellen (148 S.)[8]
9. Luis P. Coloma: Die Spätzin. Wegen einer Laus. Übersetzt von A. Rudolph.[9]
10. E. Gerard (Emily de Laszowska): Der Blumen Rache und andere Novellen. (159 Seiten)[10]
11. Cashel Hoey [= Frances Sarah Johnston (1830–1908)]: Die Blüte einer Aloe. Roman. Aus dem Englischen von Alice Salzbrunn (167 S.)[11]
12. Redeatis [= Marie Petzel]: Das kostbarste Erbe und andere Erzählungen. (157 S.)[12]
13. Adolf Flachs: Die Nonne von Ghioceni und andere rumänische Geschichten. (155 S.)[1]
14. E. v. Pütz [=Everilda von Pütz zu Pütz (1843–1926)]: Versöhnt. Mein Johannes. Novellen. (145 S.)[1]
15. Melati von Java [= Nicolina Maria Christina Sloot]: Miliane. Roman. Aus dem Holländischen von L. v. Heemstede. (161 S.)
16. (dasselbe, Band 2: 155 S.)[1]
17. Antonie Haupt: Moselgeschichten. (164 S.)[1]
18. José M. de Pereda: Flügge. Roman. Autorisierte Übersetzung aus dem Spanischen von H. Katz und A. Rudolph. (216 S.)[1]
19. J. v. Dirkink: Um den Lorbeer. Roman. (155 S.)
20. Georg Manville Fenn: Ein Beutel von Diamanten. Roman. Autorisierte Übersetzung  aus dem Englischen von Alice Salzbrunn. (129 S.)[1]
21. Alinda Jacoby: Im Kampfe des Lebens. Roman (164 S.)[13]
22. Laura Kieler: Auf Posten! Roman. Aus dem Norwegischen von Emil Jonas (156 S.)[13]
23. (dasselbe, Band 2: 150 S.)
24. Gräfin Blanca Dezasse[14]: Das Ideal. Roman und Novellen und Erzählungen (128 S.)[13]
25. H. Fred [= Wilhelmine Dierschke]: Die Tochter des Flüchtlings und andere Novellen. (158 S.)[13]
26. M. v. Ekensteen [= Marie Schmidt (1847–1920)]: Kosmopolitische Novellen. (160 S.)[13]

### 2. Jahrgang
1. Hans Eschelbach: Künstler und Herrenkind. Roman. (156 S.)[15]

In der Verlagswerbung anlässlich der Eröffnung der Reihe kündigte der Verlag noch Werke folgender Autorinnen und Autoren an: Arthur Achleitner, Eufemia von Adlersfeld-Ballestrem, Max Benno, Lina von Berlepsch, Ferdinande von Brackel, Emma von Brandis-Zelion, Wanda von Dallwitz, Wilhelmine Dierschke, Clara von Dincklage, M. v. Ellgau, Sophie von Follenius, Amara George, Itha von Goldegg, Emy Gordon, Auguste von Groß von Trockau, C. Hillebrand, Hermann Hirschfeld, Ida von Holnstein, M. von Hrussoczy, A. Jüngst, A. von Lilien, F. v. Lindenburg, Ernst Lingen, Clara Lötschert, Th. Messerer, L. v. Neidegg, Margarete v. Oertzen, F. v. Pelzeln, Elise Polko, Gebh. Schätzler-Perasini, Maximilian Schmidt, A. Schott, Jassy Torrund, A. Veldenz, Agnes von Wegerer und „Hofrat Dr.“ Zingeler.